# Архебій
Архебій Дікайос Нікіфер (*Ἀρχέβιος ὁ Δίκαιος, ὁ Νικηφόρος, д/н —бл. 80 до н. е.) — індо-грецький цар в Гандхарі, Арахозії, та Північно-Західній Індії у 90 до н. е.—80 до н. е. роках.

## Життєпис
Походив з династії Євтидемідів. Можливо, був сином або братом царя Менандра II. Значну частину правління Архебій був співцарем останнього, а також Певколая, про що свідчить нумізматичний аналіз. Активно воював з паропамісадським царем Нікієм I та його наступником Гермеєм I. Також зумів у середині 80-х років до н. е. підкорити сучасний Пенджаб та північно-Західну Індію. Не зрозумілі родинні стосунки з Артемідором I, який був співправителем або попередником Архебія в Пенджабі.
Карбував срібні монети у традиційному стилі, де його зображено у діадемі або македонському шоломі, а на зворотньому боці — Зевса з блискавкою або егідою. В значно меншій мірі випускав тетрадрахми у аттичному стилі. Бронзові монети карбувалися з совою та богинею Нікою. Написи були кхароштхі та давньогрецькою.
Приблизно 80 року до н. е. було повалено сакськими військами на чолі із Маую.